# Cicindela lagunensis
Cicindela lagunensis is een keversoort uit de familie van de loopkevers (Carabidae). De wetenschappelijke naam van de soort is voor het eerst geldig gepubliceerd in 1872 door Gautier des Cottes.